# Tumbaco
Tumbaco è una parrocchia rurale dell'Ecuador situata nella provincia del Pichincha, nel cantone di Quito. Nel censimento del 2010 la popolazione era di circa 50 000 abitanti. Si trova a 14 km dalla capitale ecuadoriana, nella valle omonima, e gode di un clima asciutto e più caldo rispetto a quello di Quito, con una temperatura media annuale di 15 °C, grazie alla minor altitudine (2355 m s.l.m.).

## Storia
Il popolo più antico di cui si ha notizia viveva nella zona erano gli Ingas, di cui sono stati trovati reperti archeologici risalenti a 9 000-10 000 anni fa.
Non c'è chiarezza assoluta sul nome Tumbaco: il presbitero José María Coba narra che la parola provenga dal vocabolo "tun", che significa colpire. Secondo altri, tra i quali Padre Juan de Velasco, nell'epoca preincaica Tumbaco era popolata da varie tribù indigene, quali gli Ayllus, i Cayapas, i Colorados e i Paeces, e una leggenda narra che l'indigena "Cristina Tumaco", vedova di uno degli ultimi cacique della zona e padrona assoluta dei terreni, donò parte dei possedimenti per costruire la chiesa, il cimitero, il convento e le prime case.
Tumbaco fu un centro di interscambio e di riposo tra l'oriente e l'occidente, sia nell'epoca precolombiana che durante il colonialismo spagnolo. Con l'arrivo degli Incas i vari popoli presenti assimilarono i loro usi e costumi, mentre con l'arrivo degli spagnoli iniziò l'evangelizzazione degli abitanti da parte dei frati francescani. Ufficialmente la parrocchia ecclesiastica fu creata l'8 dicembre del 1670, mentre nel 1861 divenne parrocchia civile del cantone di Quito.